# Bowman-Birk inhibitor
Bowman-Birk inhibitor (BBI) is een serineprotease-inhibitor, vernoemd naar de ontdekkers Bowman, die het eiwit isoleerde en Birk die het eiwit karakteriseerde. Het eiwit is afkomstig van de sojaboon. Het bijzondere aan dit eiwit is het anti-carcinogeen en anti-ontstekingseffect. 
Onderzoek heeft aangetoond dat een dieet met sojabonen positief effect heeft op de ontwikkeling van kanker. Uit in-vitro-onderzoeken is gebleken dat door de anticarcinogene werking BBI een permanent effect heeft op kankercellen.
Maar ook voor andere ziektes zoals leukoplakie, colitis ulcerosa en prostaathyperplasie heeft BBI positieve effecten.
BBI is ook in staat om matrixmetalloprotease (MMP) af te remmen. Bij de ziekte multiple sclerose spelen MMP's een negatieve rol. Ze hebben in deze ziekte een zogenaamde demyeliniserende werking. Dit is een proces waarbij myeline wordt afgebroken.
Een heel andere toepassing is om BBI te gebruiken om af te vallen. Bij de inname van BBI komt indirect cholecystokinine vrij. Cholecystokinine geeft een verzadigd gevoel.
Een voordeel van BBI is dat het veilig is, het zit in sojabonen en is niet giftig.